# San Francisco, Técpan de Galeana
San Francisco är en ort i Mexiko.   Den ligger i kommunen Técpan de Galeana och delstaten Guerrero, i den södra delen av landet, 300 km sydväst om huvudstaden Mexico City. San Francisco ligger 18 meter över havet och antalet invånare är 107.
Terrängen runt San Francisco är platt åt sydost, men norrut är den kuperad. Havet är nära San Francisco åt sydväst. Runt San Francisco är det ganska glesbefolkat, med 22 invånare per kvadratkilometer. Närmaste större samhälle är San Luis de La Loma, 10,0 km öster om San Francisco. Omgivningarna runt San Francisco är en mosaik av jordbruksmark och naturlig växtlighet.